# Vardarac (veter)
Vardarac je veter, ki piha s Šar planine in Skopske Črne gore po dolini Vardarja priti Egejskemu morju. Vardarac piha takrat , ko je nad osrednjim Balkanom polje visokega zračnega tlaka, nad Egejskim morjem pa področje nizkega zračnega tlaka. Vardarec je slapovit veter, ki nastaja ob jasnem vremenu v zimskih mesecih.